# C18H22N2O
化学式C18H22N2O（摩尔质量：282.38 g/mol）可能指：
- SF-6847，CAS号：10537-47-0
- PD 144418，CAS号：154130-99-1
- B777-81，CAS号：78104-11-7
- 2-羟基地昔帕明，CAS号：1977-15-7
- 10-羟基地昔帕明，CAS号：4014-82-8

|  | 这个同类索引页列出了具有相同分子式的化学物（即同分異構體）条目。 除非您是有意链接至本页，否则应将相应条目的内部链接指向正确的条目。 |